# Knortegås
Knortegåsen (Branta bernicla) er en gås i familien af egentlige andefugle, der yngler i højarktiske områder. Arten ses i Danmark som træk- og vintergæst og er den almindeligste af de mindre gæs. Den har en længde på 56–61 cm og et vingefang på 110–120 cm. Den kan leve helt op til 15 år.

## Underarter
Der findes tre underarter af knortegås:
- Mørkbuget knortegås (Branta bernicla bernicla)

Denne underart, der yngler i det nordlige Sibirien, er den almindeligst forekommende i Danmark, hvor den ses rastende over hele landet i lavvandede områder og på strandenge. De fleste fugle overvintrer i Holland og Frankrig.
- Lysbuget knortegås (Branta bernicla hrota)

Yngler på Svalbard, i Grønland og det nordøstlige Canada. Det er fugle fra Svalbard og Grønland, der forekommer i Danmark, hvor en stor del af denne bestand overvintrer i den nordlige del vadehavet. Den raster desuden om efteråret også i det nordlige og nordøstlige Jylland og undertiden på det nordlige Fyn.
- Sortbuget knortegås (Branta bernicla nigricans)

Yngler i det nordøstlige Sibirien og nordvestligste Nordamerika. Denne underart er kun en sjælden gæst i Danmark.